# طريق 25 (الأردن)
الطريق السريع 25 هو طريق سريع يمتد من الشمال إلى الجنوب في الأردن. يبدأ من الحدود السورية شمال مدينة إربد، على الطريق المؤدي إلى درعا، ويمر عبر محافظة الزرقاء قبل أن يدخل منطقة أمانة عمّان الكبرى، مارًا شرق المدينة.